# 2-ге послання Івана

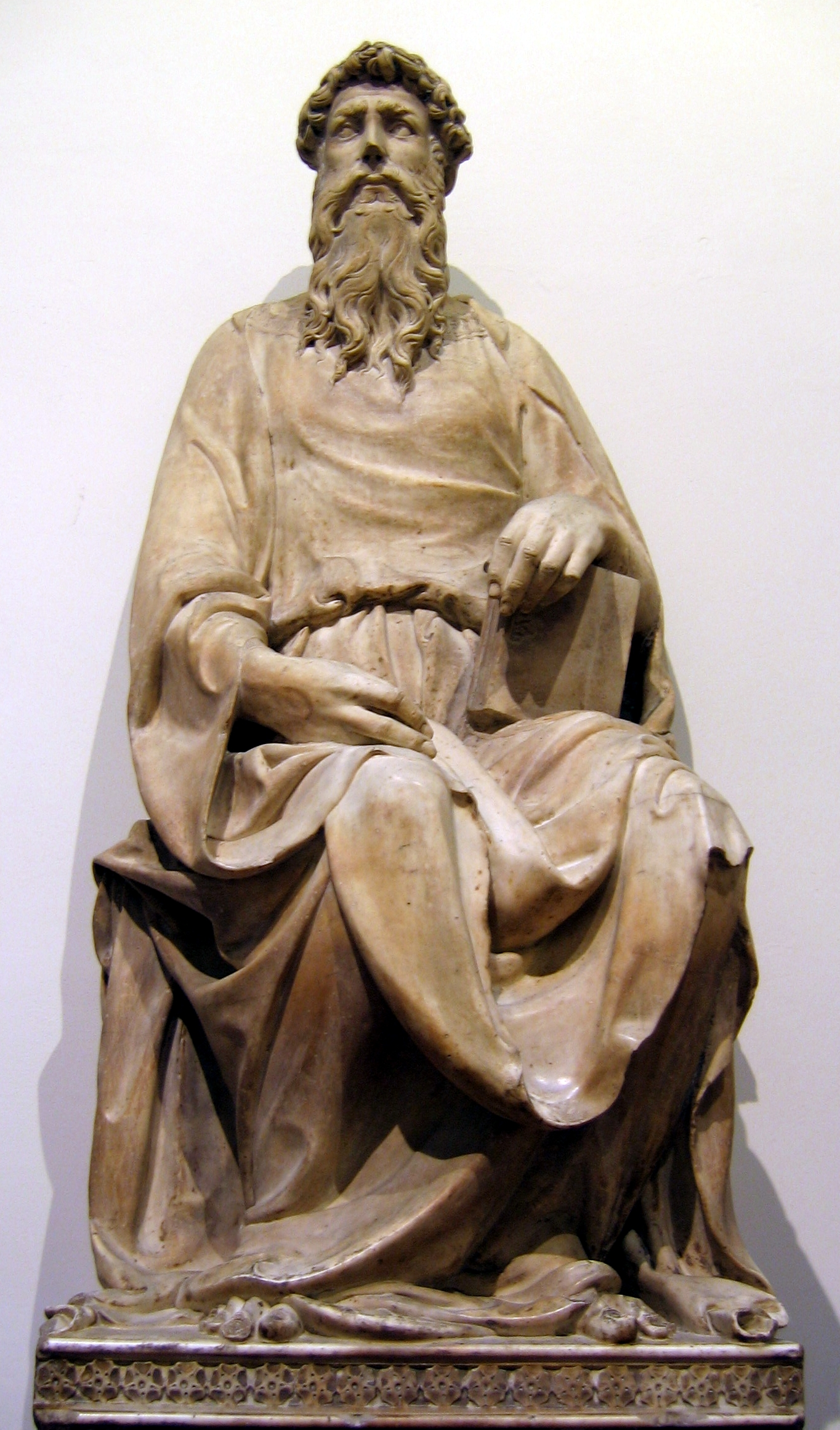
Святий Іван Богослов (Донателло, 1408/1415, Museo del Opera del Duomo, Флоренція)

Друге соборне послання апостола Йоана Богослова — одна з книг Нового Заповіту, та є другим, як видно з назви, з трьох послань Святого Івана Богослова. Адресоване широкому колу перших християнських церков.

## Авторство та адресанти
Друге послання адресоване до якоїсь церкви, що її автор називає «вибрана пані». Він перестерігає її від спокусників, антихристів, які не визнають воплоченого Ісуса Христа.
Більшість біблеїстів вважають, що всі три послання від Івана належать одній людині, автору четвертого Євангелія, який традиційно ототожнюється з апостолом Іваном Богословом.
У другому і третьому посланнях автор називає себе старшим. Написані вони, швидше за все, в 90-х роках I століття у Ефесі, майже відразу за його Євангелієм. Незважаючи на стислість другого послання, очевидно, що воно повторює в короткій формі зміст першого послання від Івана — необхідність братньої любові між християнами і перестороги проти лжеучень.
В ранніх Отців Церкви цитати з послання зустрічаються у Іринея Ліонського і в фрагменті Мураторі, що свідчить про те, що вже в кінці II століття послання було включено в канон Нового Завіту.

## Основні теми
- Вітання 2 Ів. 1:1-3
- Заповідь любові 2 Ів. 1:4-6
- Помилкові проповідники 2 Ів. 1:7-11
- Вітання 2 Ів. 1:12-13